# BMW 328
BMW 328 — двухместный спортивный родстер BMW.
Один из наиболее успешных спортивных автомобилей своего времени. Победитель множества соревнований — кольцевых гонок и ралли. Всего до начала Второй мировой войны автомобиль принял участие в 172 международных и национальных чемпионатах, завоевав 141 победу, в том числе победа в 1000-километровой гонке Mille Miglia в 1938 и 1940 годах, британском ралли RAC в 1939 и первое место в классе 24 часа Ле-Мана.
К началу войны изготовили всего 464 автомобилей BMW 328, большинство из которых имели открытые спортивные кузова, но были и специальные варианты, которые изготавливались по заказам.

## История

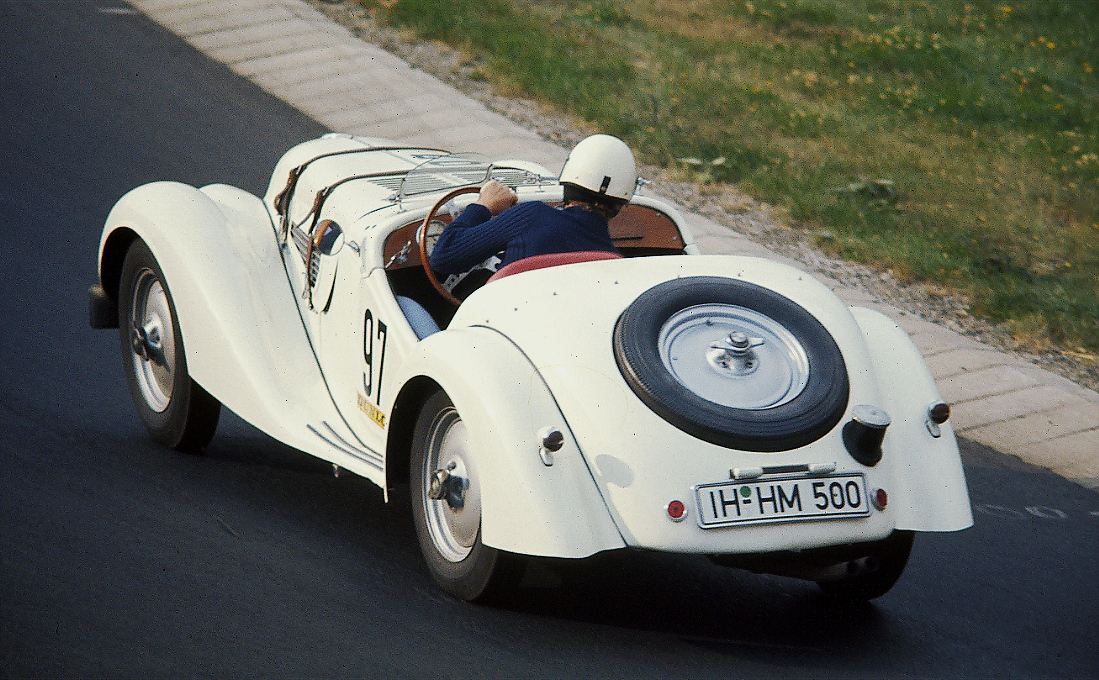
Родстер BMW 328 1938 года, вид сзади

Работы по созданию спортивного родстера начались в 1935 году. Новинка должна была заменить модель BMW 319/1. Дизайн этого авто разрабатывался под руководством Петра Шимановского. Техническую часть взял на себя Фриц Фидлер. Он ввёл в эту разработку множества новых идей, которые позволили BMW 328 не раз побеждать в автогонках.
Автомобиль был впервые представлен на Международной гонке Эйфеля на трассе Нюрбургринг 14 июня 1936 года.
В 1936 году было построено всего три BMW 328. Это были гоночные автомобили, они имели облегчённый, лишённый дверных проёмов кузов и цельное ветровое стекло. Полностью оборудованные для повседневной эксплуатации автомобили стали доступны только с началом серийного производства в феврале 1937 года.
Несмотря на достаточно высокую по тем временам цену в 7400 рейхсмарок, покупатели готовы были ждать свои машины по несколько месяцев.
Начало войны приводит к приостановке выпуска автомобилей. С апреля 1936 по сентябрь 1939 года произвели всего 464 автомобиля BMW 328, включая шасси, переданные различным кузовным ателье. Небольшое количество машин было собрано из сохранившихся деталей уже в послевоенные годы.
До 1939 года по лицензии из немецких деталей автомобиль также собирался на британском заводе Frazer Nash.

## Специальные варианты

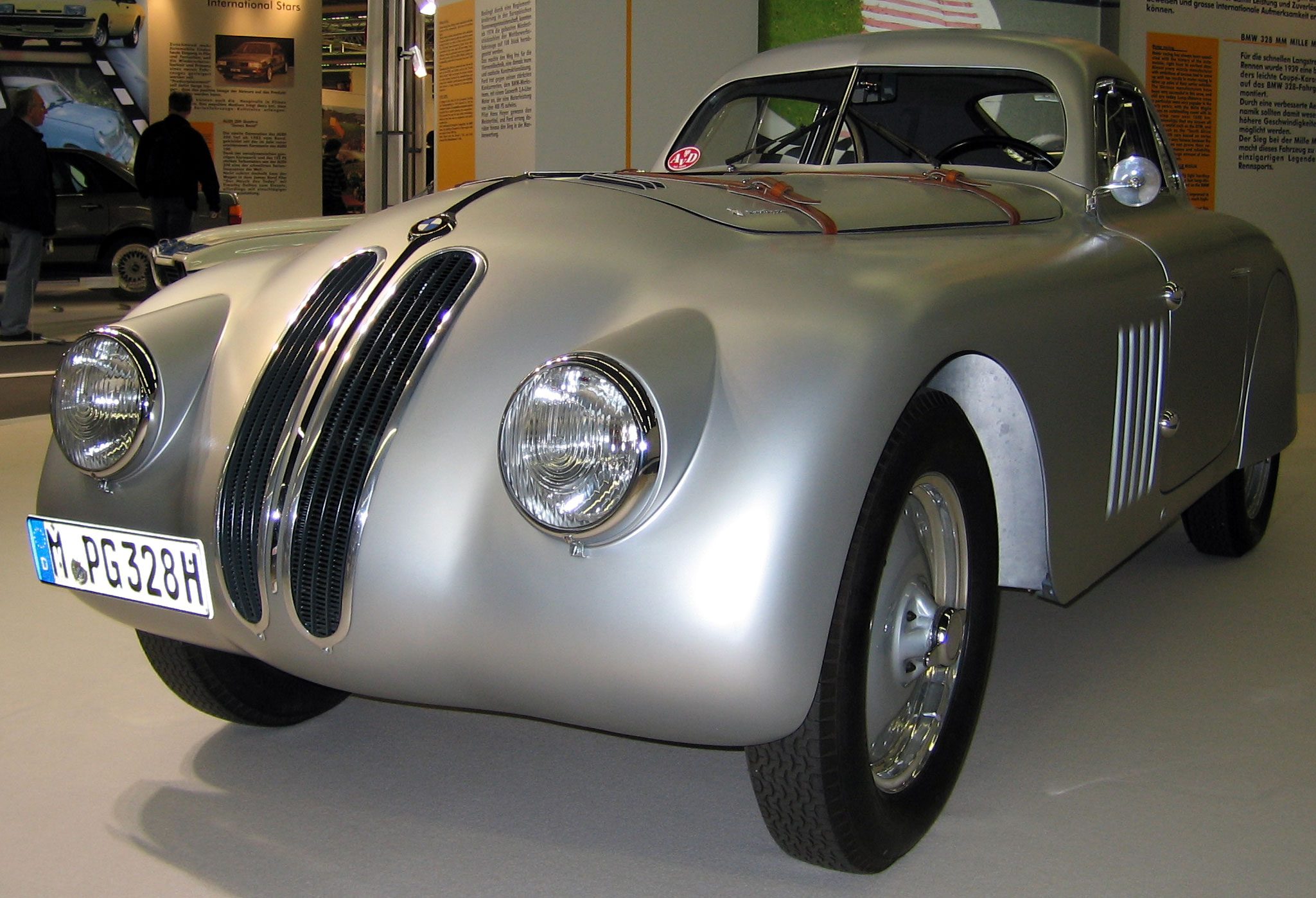
BMW 328 Touring Coupe

Большинство из построенных автомобилей имело открытые спортивные кузова, но существовали и варианты, которые изготавливались по заказам. На шасси BMW 328 был построен ряд специальных гоночных машин.

### BMW 328 Mille Miglia
В 1940 году для гонки Mille Miglia были построены пять автомобилей, названных BMW 328MM. Три из них имели открытые обтекаемые алюминиевые кузова на трубчатом каркасе. Два других — закрытые аэродинамические купе. Одно из них было построено под наблюдением Фидлера в Мюнхене, другое — в кузовном ателье Touring в Милане. Кузова ещё двух родстеров были созданы в ателье Carrozzeria Touring.

### BMW 328 Bügelfalten

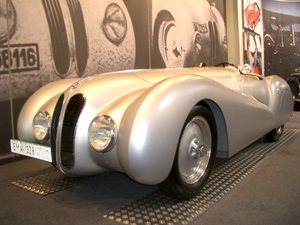
BMW 328 Mille Miglia «Bügelfalten»

В 1939 году для гонки Mille Miglia был построен BMW 328 Bügelfalten (номер шасси 85032). От других BMW 328, построенных к «Тысяче миль», он отличался выраженными рёбрами вдоль передних и задних крыльев, за что и получил имя «Bügelfalten» (нем. «стрелки на брюках»).
На Mille Miglia 1940 года экипаж Ханса Венхера и Рудольфа Шольца под номером 71 финишировал шестым.
Во время Второй мировой войны этот родстер находился во владении Альберта Шпеера. После войны автомобиль попал в Советский Союз в качестве трофея. С 1972 по 2001 год был во владении коллекционера из Риги. В мае 2010 года продан на аукционе «Sporting Classics of Monaco».

### BMW 328 Berlin-Rom Touring Roadster

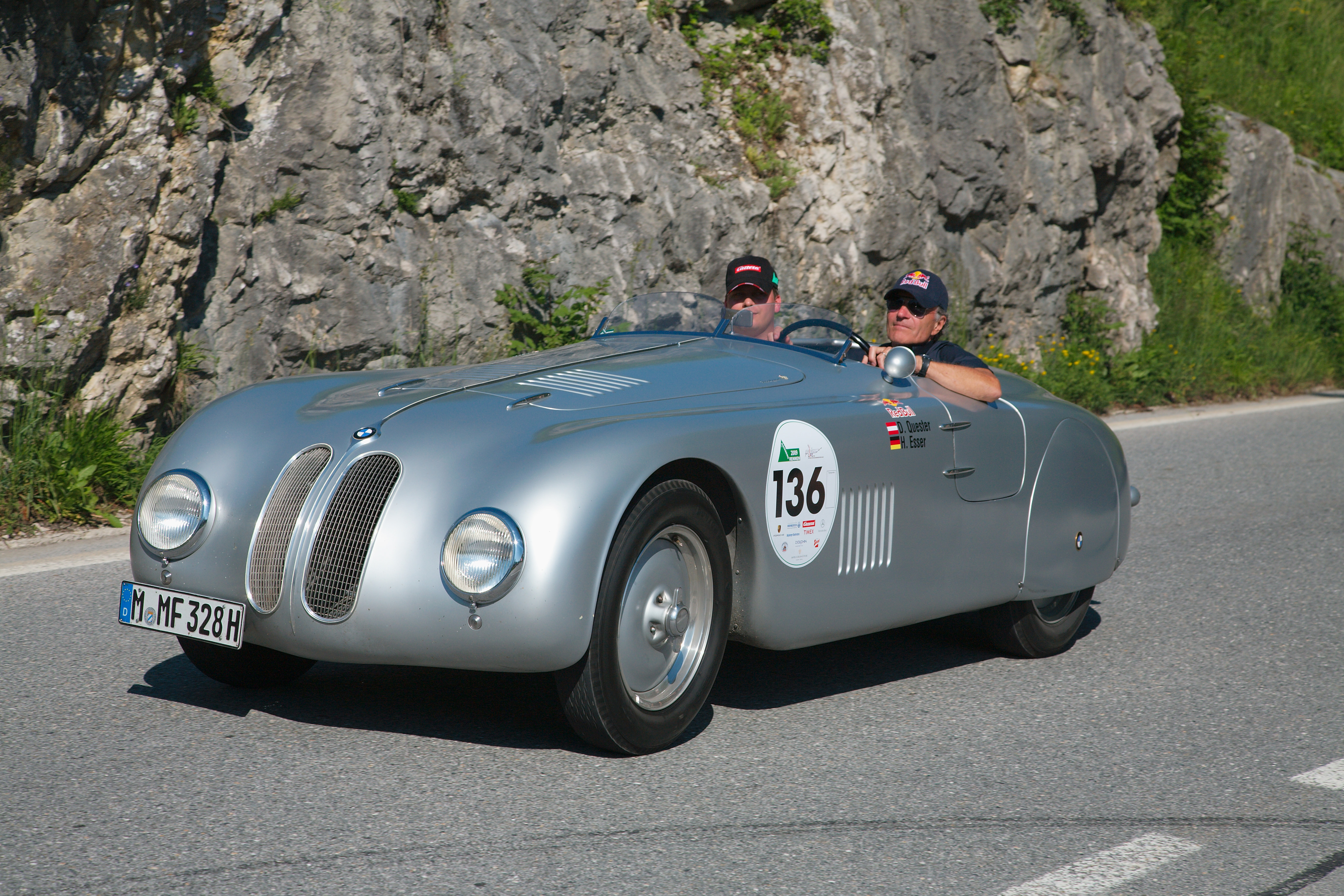
BMW 328 Berlin-Rom Touring Roadster

Для гонки Берлин-Рим были построены специальные родстеры — BMW 328 Berlin-Rom Touring Roadster. Работу над ними также вело ателье Carrozzeria Touring — в 1940 году шасси отправились в Милан. Работу закончили только в марте 1941 года, но из-за войны автомобиль не принимал участие в гонках.
Были построены три автомобиля. После Второй мировой войны все три машины считались утраченными, но одна из них в 50-х годах была обнаружена в Соединённых Штатах Америки. Третий автомобиль впоследствии был обнаружен и отреставрирован в Германии. Судьба второго экземпляра неизвестна.

### BMW 328 Kamm Coupe

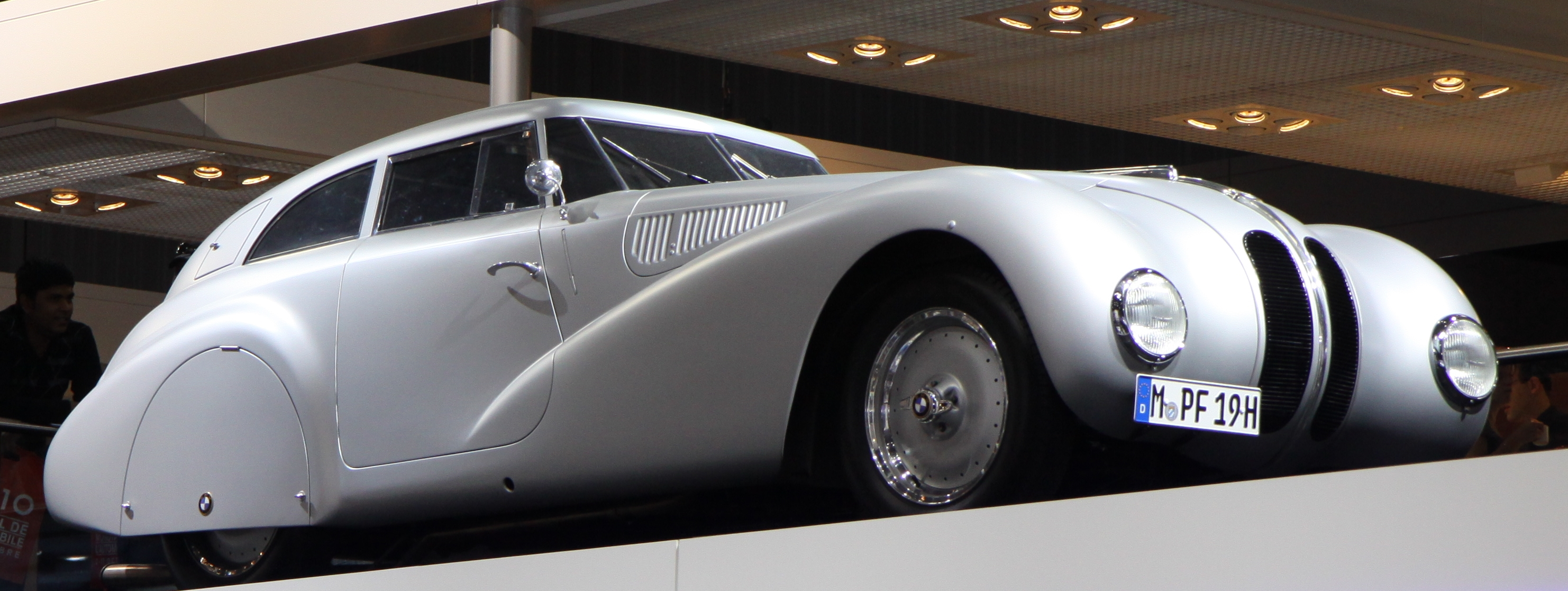
BMW 328 Kamm Coupe

Для участия в гонке Берлин-Рим, назначенной на конец 1938 года, в Мюнхене был разработан проект 1007 AM — купе на базе BMW 328. Кузов был полностью алюминиевым и монтировался на стальном трубчатом подрамнике, машина должна была разгоняться до 230 км/ч, но тесты выявили плохую управляемость на высокой скорости и катастрофическую чувствительность к боковому ветру. Проект закрыли.
После проекта AM 1007 была начата разработка нового автомобиля (AM 1008), названного в честь немецкого пионера аэродинамики Вуннбальда Камма — BMW 328 Kamm Coupe. В основу было положено прежнее шасси, но с растянутой на 20 см колесной базой. Новый кузов был создан под руководством шеф-дизайнера BMW Вильгельма Меергубера. На шоссе между Мюнхеном и Зальцбургом Kamm Coupe впервые продемонстрировал свои возможности — на тестах автомобиль разгонялся до 230 км/ч. Но в гонке Mille Miglia 1940 года он сошёл из-за технических проблем.
После войны BMW 328 Kamm Coupe остался в Германии. Бывший менеджер автоспорта BMW Эрнст Леф приобрёл машину для личного пользования, но через несколько лет продал её из-за тяжелого финансового положения. В 1953 году автомобиль был утрачен в результате ДТП с участием его нового владельца. В 2010 году, к семидесятилетию гонки Mille Miglia 1940, была сделана точная копия автомобиля.

### Дорожные автомобили

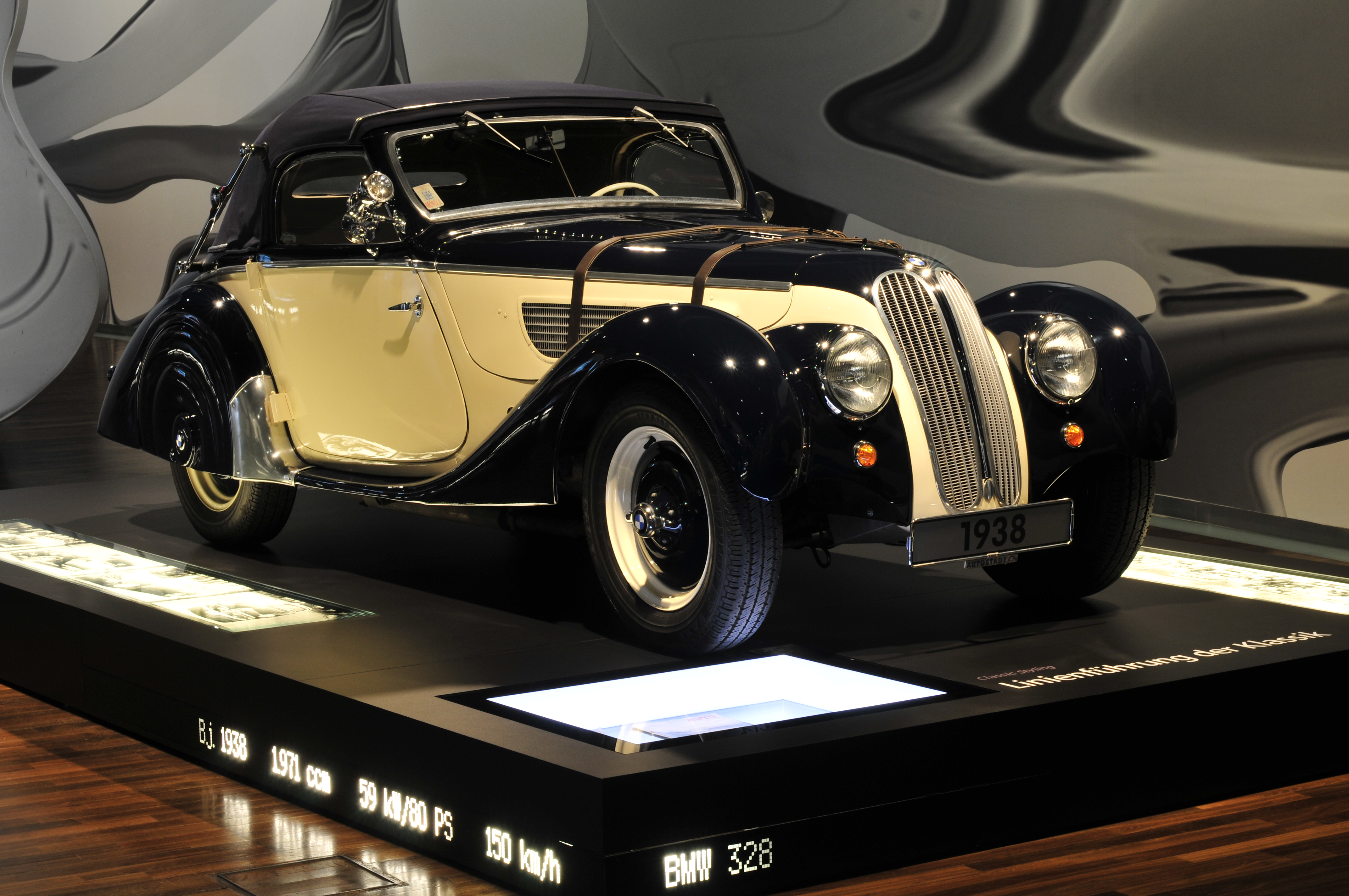
кабриолет с кожаным верхом фирмы Ludwig Weinberger, Музей Autostadt Wolfsburg

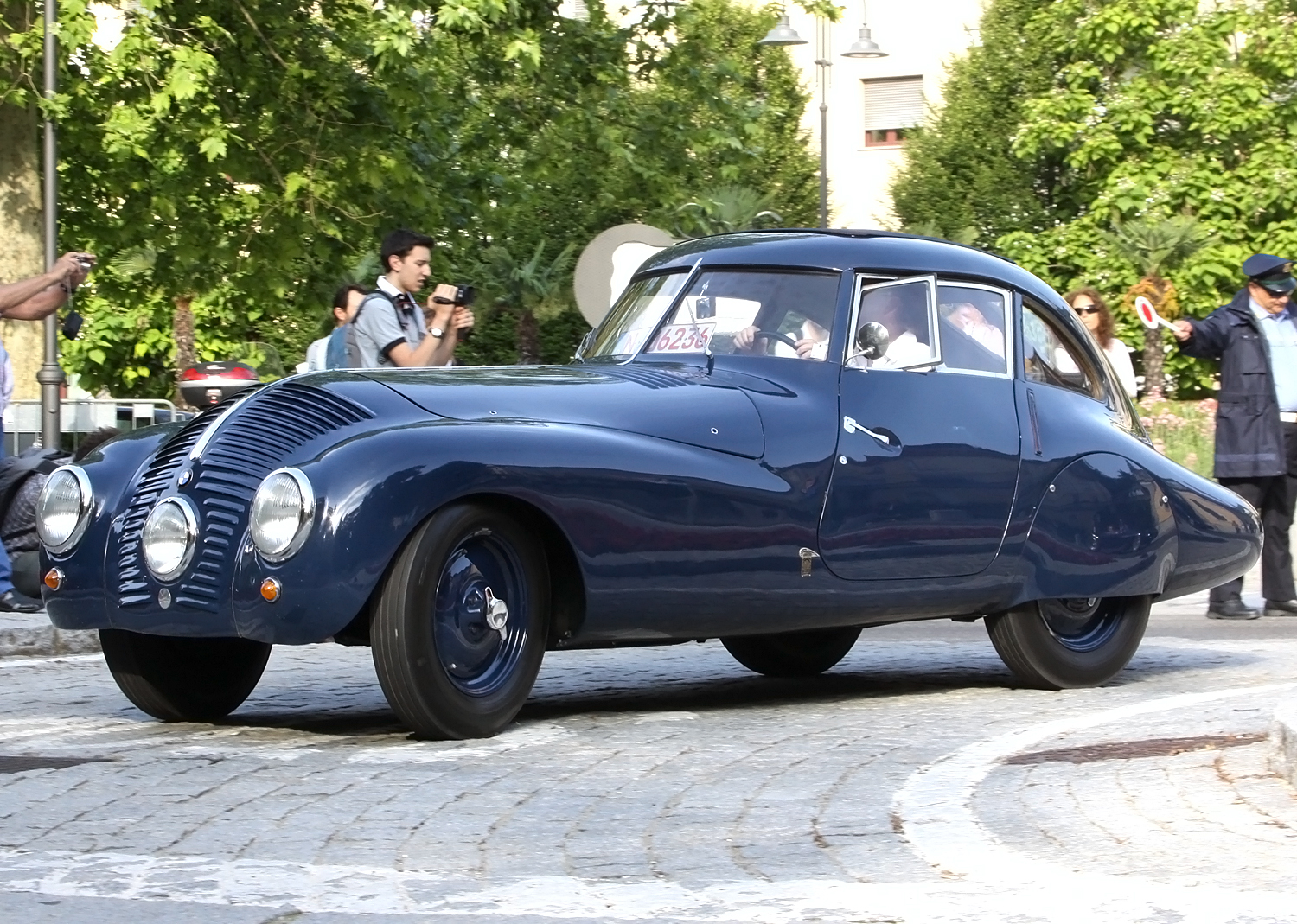
BMW 328 Wendler Coupe

Кроме спортивных вариантов, на базе BMW 328 существовали и специальные варианты дорожных автомобилей. Фирмами Wendler, Ludwig Weinberger и Gläser выпускались кабриолеты с кожаным верхом. В 1937—1938 годах создан кабриолет BMW 328, доработанный в ателье Vereinigte Werkstatten, — со стационарной рамкой лобового стекла и другим тентом. Компанией Vereinigte Werkstatten в качестве опции предлагался съёмный жёсткий верх.
В 1937 году для известного немецкого промышленника Ганса Клеппера фирма Wendler построила купе по проекту дизайнера Рейнхардта Кёниг-Фашенфельда, ученика тогдашнего гуру аэродинамики профессора Вунибальда Камма.
Существовали BMW 328 с кузовом купе работы ателье Müller/Freiburg.

## Конструкция
Техническую часть автомобиля проектировал талантливый инженер Фриц Фидлер. Разработку дизайна кузова часто приписывают Петру Шимановскому.

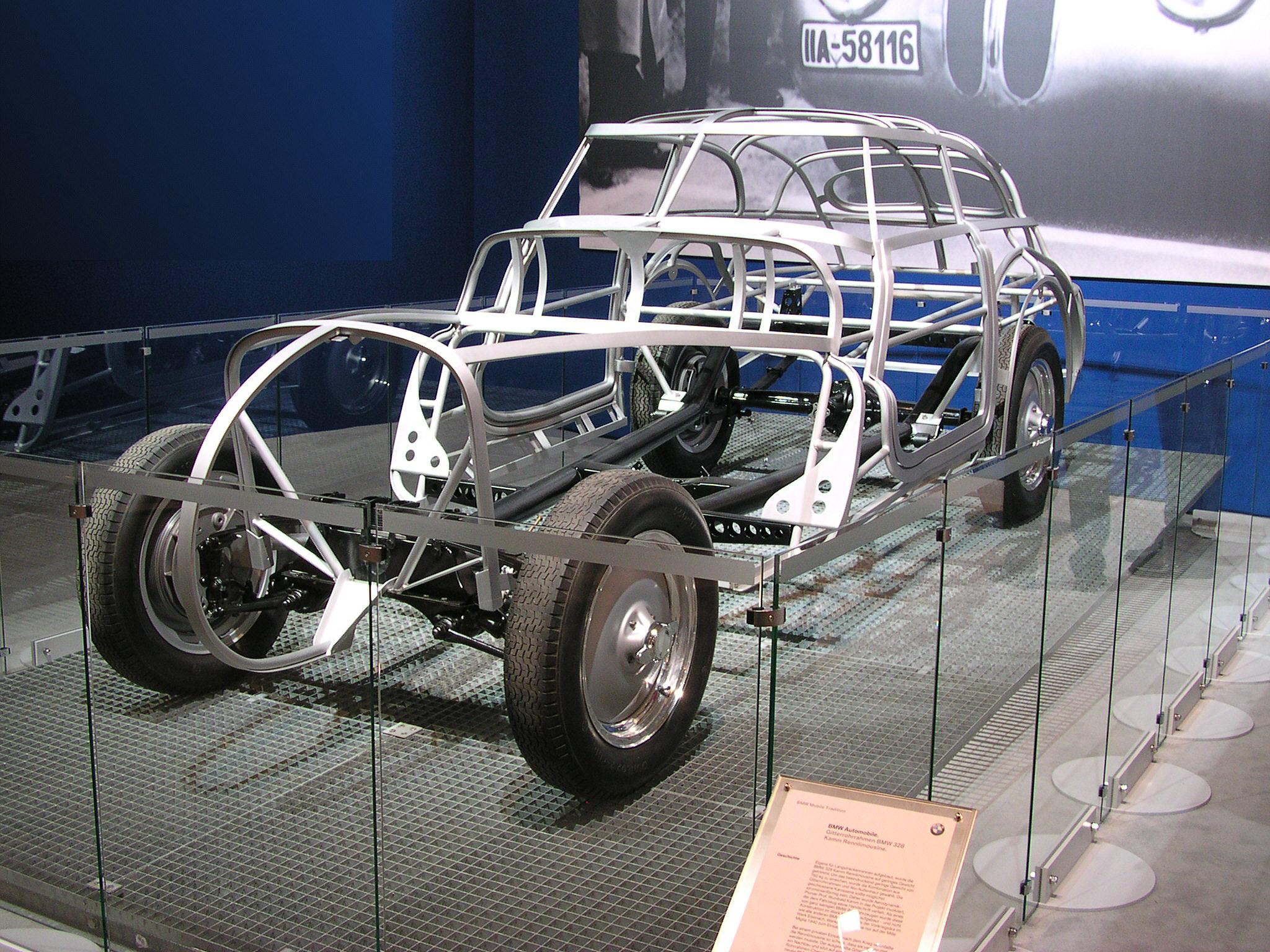
пространственная рама одной из спецверсий BMW 328 — BMW 328 Kamm Coupe

За основу было взято шасси родстера BMW 319/1 образца 1935 года со стальной A-образной рамой из труб овального сечения переменного диаметра (диаметр уменьшается от центра к краю, максимальный диаметр трубы рамы — 90 мм). Рама была изготовленной из сплава магния и алюминия. Две стальные трубы сходились к носу и соединялись поперечинами прямоугольного сечения. На раму устанавливались элегантные металлические кузовные панели, которые крепятся к деревянному каркасу.
Лёгкий кузов позволил довести массу автомобиля до 830 килограммов, что благоприятно сказалось на скоростных характеристиках машины — максимальная скорость стандартного BMW 328 составляла 150 километров в час. Складной тент, съёмные боковые окна и багаж располагались в задней части кузова. Крышка багажника отсутствовала, и доступ в него можно было получить, откинув вперед спинки сидений.
Главной особенностью модели был 6-цилиндровый 2-литровый двигатель, известный по моделям BMW 321 и BMW 326, но для установки на BMW 328 мощность мотора повысили с 50 до 80 к. с., что дало значительный прирост скорости. Была спроектирована новая алюминиевая головка цилиндров с полусферическими камерами сгорания со значительно расширенными впускными и выпускными каналами и V-образной установкой верхних клапанов (вместо обычной параллельной). Все это дало возможность обойтись без затрат на разработку нового двигателя. Благодаря применению трех карбюраторов и полусферической камеры сгорания при степени сжатия 7,5:1 двигатель развивал крутящий момент 126 Нм.
Изначально на автомобиле была применена ступенчатая трансмиссия ZF от BMW 319/1, однако на более поздних моделях использовалась коробка передач Hurth.
Подвеска передних колес состояла из нижних поперечных рычагов и верхней рессоры, а задний неразрезной мост с гипоидной передачей подвешивался на полуэллиптических рессорах. На автомобиле стояли барабанные тормоза с гидроприводом. Рабочая тормозная система действовала на все четыре колеса. Ручной тормоз был механическим, на задние колеса — с тросовым приводом.

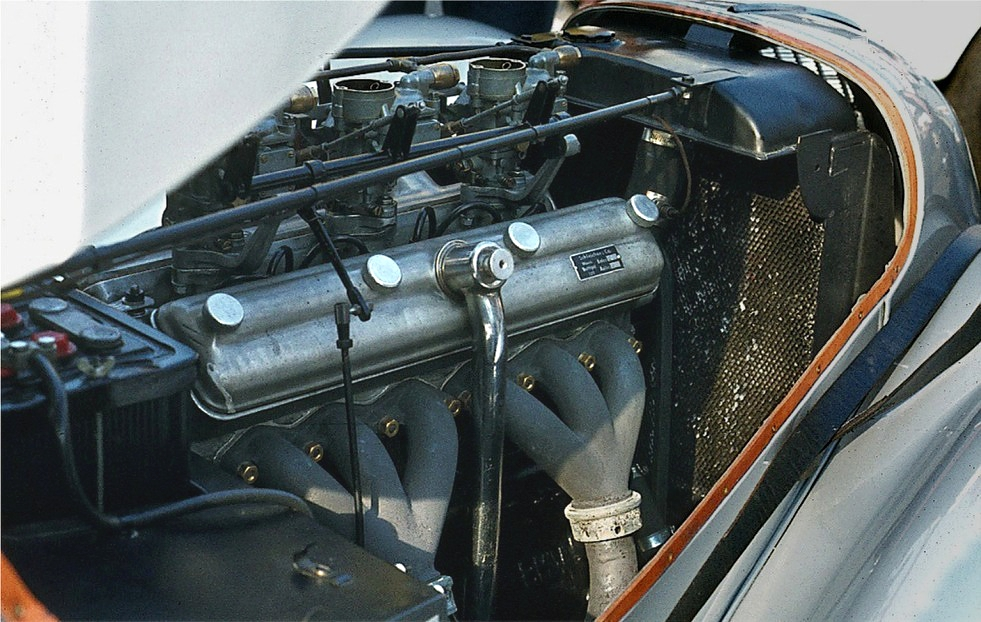
Моторный отсек BMW 328

| Технические характеристики  | Технические характеристики                                    |
| --------------------------- | ------------------------------------------------------------- |
| Двигатель:                  | Шестицилиндровый, рядный                                      |
| Диаметр х Ход поршня:       | 66 × 96 мм                                                    |
| Объем:                      | 1971 см3                                                      |
| Степень сжатия;             | 7,5 : 1                                                       |
| Карбюратор:                 | три карбюратора Solex 30 JF                                   |
| Мощность:                   | 59 кВ (80 к. с.) при 5000 об/мин.                             |
| Емкость топливного бака:    | 50 литров                                                     |
| Коробка передач:            | ступенчатая                                                   |
| Шасси:                      | трубчатая пространственная рама                               |
| Передняя подвеска:          | Независимая, на рычагах и поперечных рессорах                 |
| Задняя подвеска:            | С двумя продольными полуэллиптическими рессорами              |
| Тормоза:                    | барабанные тормоза, гидравлические (барабан диаметром 280 мм) |
| Колесная база:              | 2400 мм                                                       |
| Колея:                      | 1153/1220 мм                                                  |
| Габаритные размеры:         | 3900 × 1550 × 1400 мм                                         |
| Шины:                       | 5.25 либо 5.50-16                                             |
| Сухая масса (без водителя): | 830 кг                                                        |
| Максимальная скорость:      | 150 км/ч                                                      |

## Спорт
BMW 328 достиг выдающихся спортивных успехов в 1939-40 годах. Он выиграл гонки «Тысяча миль», «24 часа Ле-Мана», «Гран-При Бреста», «24 часа Франкоршама».
В 1936 году лёгкий двухместный родстер впервые вышел на трассу. 14 июня в Нюрбургринге мировой рекордсмен-мотоциклист Эрнст Хенэ вывел автомобиль на трассу. Несмотря на дождливый день, прототип установил новый рекорд трассы и пришёл к финишу первым.
На счету гоночных версий BMW 328 множество гонок, в том числе победа в 1000-километровой гонке Mille Miglia в 1938 и 1940 годах, британском ралли RAC в 1939 и пятый результат в общем зачете (первый в своем классе) на 24-часовой гонке в Ле-Мане.

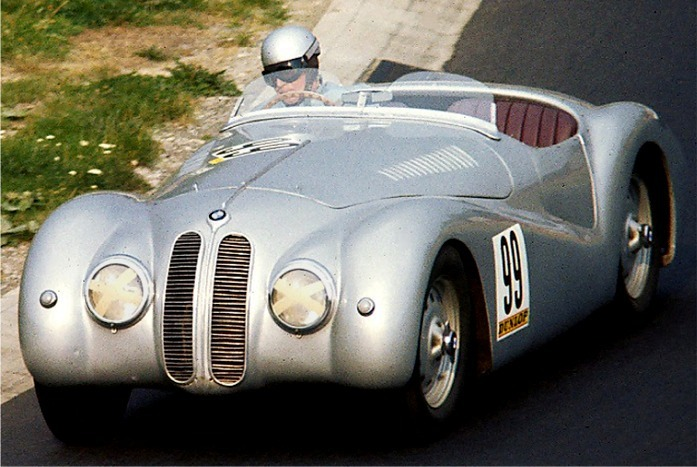
BMW 328 «Mille Miglia», построенный в 1940 году, за рулём — Адольф Брудес

Абсолютным триумфом BMW 328 следует признать гонки «Mille Miglia» 1940 года, когда немецкая команда выступила в составе четырёх экипажей: Ханштайна и Боймера, Брудеса и Розе, Брыма и Рихтера, Венхера и Шольца, которые заняли соответственно первое, третье, пятое и шестое места. Победу на закрытой машине получил экипаж Ханштайн/Боймер. Третьими были Брудес/Розе на открытой версии. Машина со стартовым номером 71 пришла к финишу то гонки шестой, ещё один родстер занял пятое место. Экипаж Хашке фон Ханштайна и Вальтера Боймера установил рекорд максимальной средней скорости на трассе Mille Miglia, развив 103 мили в час (166 км/ч).
Вплоть до 1950-х годов BMW 328 успешно участвовал в международных гонках. После войны BMW 328 Touring Coupe принимал участие в гонках по подъёму на холм в Ругештайне в 1946 году. Также, известный гонщик Артур Розенхаммер создал в пригороде Берлина небольшую фирму по изготовлению на базе BMW 328 спортивных и гоночных автомобилей для гонщиков ГДР.
В 1947 году Карл Клинг на BMW 328 Kamm Coupe смог добиться победы на кольцевых гонках в Хоккенхаймринге.

## Влияние
Конструкция BMW 328 была очень успешной. Для своего времени этот автомобиль был прорывом в автомобилестроении. Например, в этом автомобиле впервые была применена трубчатая рама и полусферические камеры сгорания двигателя. Дизайн BMW 328 наметил путь к полностью обтекаемой форме кузова.
После войны, один из 328 Mille Miglia и технические планы автомобиля были использованы компаниями Bristol Aeroplane и Frazer Nash при создании своих автомобилей. Уговорили приехать также и инженера BMW — Фрица Фидлера, который спроектирует удачную модель Bristol 400 по мотивам предвоенных автомобилей BMW. Модернизированный двигатель BMW 328 использовался на английских автомобилях Bristol и Frazer Nash.
В 1999 году BMW 328 был назван журналистами в числе первых 25-ти в конкурсе «Автомобиль века».
Как предполагают автомобильные историки, BMW 328 стал стилистическим прообразом Jaguar XK120.

## Статистика
Всего было произведено 464 автомобиля BMW 328. Из них 403 — имели стандартный кузов родстер. Расходы на разработку и производство BMW 328 составили в общей численности 445 000 марок.
Из построенных экземпляров BMW 328 — около 200 сохранившихся до нашего времени, из которых около 120 находятся в Германии.

## Интересные факты

### BMW 328 Junior

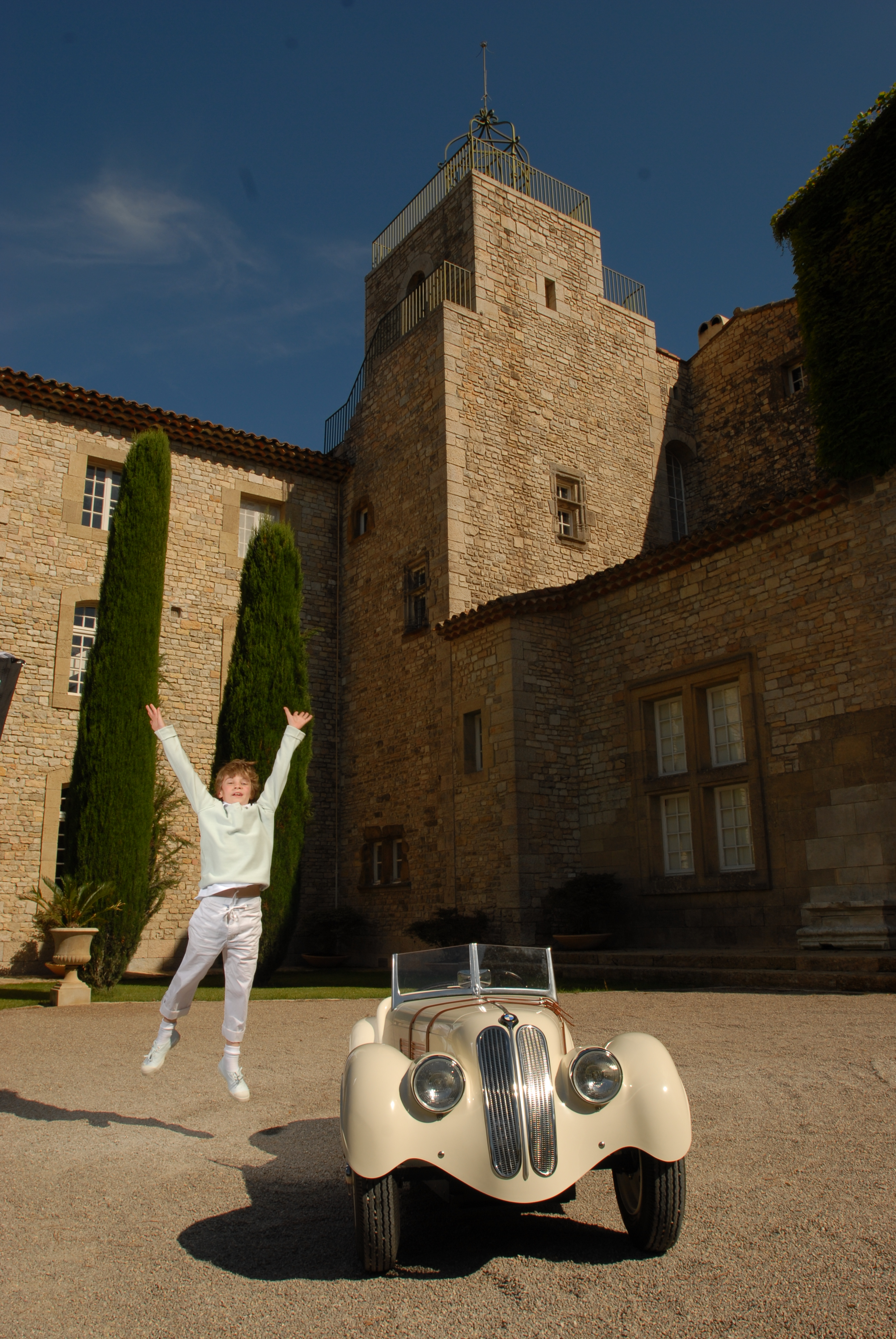

Французская компания Chateau Blanc выпускает детский автомобиль — уменьшенную копию родстера, выполненную в масштабе 6:10. Длина его чуть более двух метров, а вес модели всего 152 кг. Машина хоть и детская, но несмотря на уменьшенные размеры, действующая и способна разгоняться до 25 км/ч. На автомобильчик установлен четырёхтактный бензиновый двигатель Robin Subaru объёмом 169 см3 и мощностью 6,5 л. с. В рамках мероприятия «Le Mans Classic Race» пилоты в возрасте от шести до тринадцати лет на этом агрегате могут принять участие в гонке Little Big Mans.

### BMW 328 Hommage
В 2011 году, в честь 75-летнего юбилея модели BMW 328, концерн BMW Group построил концепт-кар «BMW 328 Hommage».

### Современный автомобиль
Индекс 328 имеет современный (c 2012 года) автомобиль — модификация BMW 3 в кузове F30, оснащённая двухлитровым бензиновым турбодвигателем N20B20.